# Georg von Zedlitz-Neukirch
Georg Freiherr von Zedlitz-Neukirch (* 18. Mai 1846 in Neukirch, Landkreis Schönau, Provinz Schlesien; † 13. August 1898 ebenda) war ein deutscher Verwaltungsbeamter und Rittergutsbesitzer.

## Leben
Georg von Zedlitz-Neukirch studierte an der Ruprecht-Karls-Universität Heidelberg und der Friedrichs-Universität Halle Rechtswissenschaft. Er wurde Mitglied des Corps Saxo-Borussia Heidelberg (1865) und des Corps Marchia Halle (1866). Er war der letzte Hallenser Märker. Nach dem Studium wurde er Besitzer des Rittergutes Neukirch. Von 1892 bis 1896 war er Landrat des Kreises Schönau.